# ヒメゴト・マスカレイド 〜お嬢様たちの戯れ〜
『ヒメゴト・マスカレイド 〜お嬢様たちの戯れ〜』は2012年12月21日にエスクードより発売された18禁恋愛アドベンチャーゲームである。

## ゲームシステム
（出典：）
本作はおさわりパートで選んだコマンドによって、純愛ルートと愛欲ルートに分岐する。イベントマップ上でプレイヤーがマスを選択すると、おさわりパートが発生する。このパートでは、主人公の女性恐怖症を治すために、ヒロインがHな協力をしてくれる。おさわりパートでコマンドを選び、どのような治療を行うかを決める。物語の始めは「手を繋ぐ」と「顔に触れる」の2つのコマンドしか選べない。しかし物語が進むに連れ、様々なコマンドが選べるようになる。各コマンドには「純愛」と「愛欲」のどちらかの属性が設定されている。コマンドを選ぶ度に各属性値が積み重なっていき、ヒロインとの関係が純愛寄りか愛欲寄りかに変化する。現在の属性値によって、エッチシーンの内容が変わる。最終的な属性値が純愛か愛欲かによって、純愛ルートか愛欲ルートのどちらかのルートに突入する。

## ストーリー
（出典：）
主人公・静鳴 樹は女性恐怖症を患う少年である。彼の家は執事を生業としており、このままでは仕事に支障をきたしてしまう。そこで樹は、お嬢様学園である聖ティフェレス女学園に転入させられ、女学生・白羽 依月として生活をすることになる。
しかし新生活を始めてすぐに、比良坂 愛璃に性別が露見してしまう。同時に樹も彼女の秘密を知ったため、2人は互いに秘密を守る契約をする。その契約の中には、樹の女性恐怖症の治療も含まれていた。
秘密を共有したことで、愛璃と樹が過ごす時間は自然と長くなっていく。しかし、人気者である愛璃を独占することによって、樹は彼女を慕う少女たちの反感を買ってしまう。そんな彼をかばう少女が現れる。その少女は愛璃のライバルにして幼なじみの御剣 麻耶である。樹をかばっているうちに、麻耶は愛璃と樹の秘密の関係を知る。やがて樹をめぐって幼なじみの2人は対立してしまう。

## 登場人物

### メインキャラクター
静鳴 樹（しずなり いつき） / 白羽 依月（しらはね いつき）
身長 - 163 cm / 体重 - 52 kg
本作の主人公。天涯孤独かつ記憶喪失というハンデを負っている。静鳴家に引き取られてからは、ブラコン気味の姉から深い愛情を捧げられて育った。しかし義姉の偏愛によって、女性恐怖症を患ってしまう。
女性恐怖症を治すために、白羽 依月という偽名で聖ティフェレス女学園に通っている。学園では正体が見抜かれないように、穏やかに過ごしていた。しかし、愛璃と秘密を共有してからは、人気者である彼女といる時間が長くなったため、悪い意味で注目を集めることになった。
比良坂 愛璃（ひらさか えり）
声 - 桜川未央
身長 - 161 cm / 体重 - 49 kg / スリーサイズ - B91(F)/W61/H88
模範生・マリアさまを1年生のときから任されている少女。理事長代理でもあり、学園内でかなりの権限を持っている。しかしそれを偉ぶることもなく礼儀正しく人に接するため、多くの人に慕われている。
だが、それらは全て表向きの性格で、実際は優等生を演じているだけの腹黒い小悪魔である。騒動を巻き起こすのが好きなトラブルメーカーであり、自分の下につくべき十二使徒を選出せずにいたため、追及を受けているが、それも自身が対立構造を生んで学園に騒動を巻き起こすための布石にすぎなかった。
御剣 麻耶（みつるぎ まや）
声 - 北板利亜
身長 - 156 cm / 体重 - 44 kg / スリーサイズ - B81(B)/W55/H87
愛璃の幼なじみ。聖堂騎士団という風紀委員の長であり、アーサーと呼ばれている。愛璃とは何度も衝突しており、仲が悪い。騎士の名に恥じないように凛とした振る舞いを心がけているが、根は小心者で少女趣味である。
阿部倉 かりん（あべくら かりん）
声 - 藍川珪
身長 - 180 cm / 体重 - 63 kg / スリーサイズ - B82(A)/W65/H87
愛璃を敬愛する少女。乱暴な口調に制服を着崩したラフな格好とお嬢様らしくない振る舞いをするため、学園内で敵が多い。愛璃のそばにいるようになった依月＝樹をあからさまに嫌い、敵視する。面倒見のよい性格なため、一部の少女達に慕われてはいる。180cmもの長身のため、胸が小さい（バストは82cm）。
隻乃塚 雪香（せきのづか ゆきか）
声 - 芹園みや
身長 - 143 cm / 体重 - 40 kg / スリーサイズ - B87(E)/W49/H78
聖堂騎士団の副団長。成績優秀かつ真面目で、周りから信頼されている。小柄な体格を友人にからかわれることが多い。
瀬古 智里（せこ ちさと）
声 - みる
身長 - 147 cm / 体重 - 40 kg / スリーサイズ - B75(A)/W48/H76
樹の後輩。彼を「先輩」と呼んで慕っている。弱気な性格だが、いざというときは芯の強さを見せる。人と会話をするのが苦手だが、仲良くなった相手には甘えたがりな顔を見せる。

### サブキャラクター
瀬戸 淳也（せと じゅんや）
声 - 風見トーリ
身長 - 176 cm / 体重 - 73 kg
愛璃の婚約者。ある目的のために愛璃に近づいている。我が強い性格なため、周りから嫌われている。
クリス・恵美梨・メリル（クリス・えみり・メリル）
声 - 白州妙
敬虔なシスター。自分にも他人にも厳しい性格なため、学園生たちに恐れられている。しかし学園生の悩みを真摯に聞くという面も持ちあわせており、慕われている。
鬼熊 未依子（おにぐま みいこ）
声 - 藤森ゆき奈
樹のクラスメイト。母親の再婚で急にお嬢様になった。庶民的で親しみやすい性格をしている。
静鳴 司希（しずなり しき）
声 - 鈴音華月
樹の義姉。極度のブラコンであり、樹を溺愛している。有能な女性で何事もそつなくこなすが、樹を女性恐怖症にしたことについては全くの無自覚。

## 主題歌
- OP 「Blooming」[2]

作詞 - miru / 作編曲 - 酒井陽一
- ED 「Precious one」[2]

作詞 - miru / 作編曲 - 酒井陽一

## スタッフ
（出典：）
- 原画 - みけおう
- シナリオ - にゃこ、うたや
- プログラム - 水鼠、KIT
- 音楽 - TOY(Studio Primitive)
- 背景 - キューン・プラント

## 関連商品
- ヒメゴト・マスカレイド ヴォーカル・コレクション[2]

本作のヴォーカル曲を集めたアルバム。2012年12月21日発売。
- ヒメゴト・マスカレイド オリジナルサウンドトラック[12]

本作のサウンドトラック。2012年1月25日発売。
- ヒメゴト・マスカレイド 〜お嬢様たちの戯れ〜[13][14]

本作のジュブナイルポルノ。2013年6月発行。ISBN 9784894904989。